# Joris van Lankveld
Joris van Lankveld (Middenbeemster, 18 januari 1989) is een Nederlands professioneel bridger.
Van Lankveld vormt sinds 2010 een partnership met Berend van den Bos. Zij komen sinds 2014 uit voor bridgeclub ’t Onstein.
In 2022 werd Van Lankveld kampioen op het Open EK en zowel in 2022 als in 2023 kampioen van Nederland in de Meesterklasse viertallen.

## Ranking
| Organisatie | #   |
| ----------- | --- |
| NBB         | 4   |
| EBL         | 143 |
| WBF         | 82  |